# Kerkgang
Kerkgang is een begrip dat meerdere betekenissen heeft. In het algemeen betekent kerkgang: het ter kerke gaan, dit wil zeggen het bezoeken van een gebouw voor christelijke godsdienstoefening.

## Moederzegen in de Katholieke Kerk
Tot de jaren 1960 heeft het begrip de kerkgang in het spraakgebruik van de Katholieke Kerk de specifieke betekenis van de zegening van een moeder wanneer zij na de geboorte van een kindje voor het eerst naar de kerk gaat om daar God dank te zeggen voor de geboorte van haar kind.  Deze zegening wordt voor het eerst in de elfde eeuw in Duitsland vermeld ofschoon de gewoonte al in de 9e eeuw bekend moet zijn geweest.  Zij herinnert aan de tempelgang van Maria, de moeder van Jezus (Lucas 2:22-24), volgens de wet van Mozes (Leviticus 12). In de katholieke traditie gaat het echter niet om een soort reinigingsritueel.  De kerkgang was dan het eerste kerkbezoek van de moeder na de bevalling. Ze werd dan gezegend door de priester, waarbij ze een kaars in haar linkerhand, en het kindje in haar rechterhand hield. Ze hield in deze hand ook de stool van de in het wit geklede priester vast. Bij een zijaltaar werd er dan gebeden. De jonge moeder kreeg soms een witte sluier omgelegd. Soms kreeg het kindje ook een scapulier.   De kraamvisite (het bezoek van de buurvrouwen na de eerste kerkgang van de kraamvrouw) had in de volksmond verschillende benamingen: kindjeskermis, elders wievemoal (Drenthe), wivedei (Friesland), koffiebale (West-Vlaanderen) enz. De kerkgang raakte in onbruik in de jaren 1960, nadat dit ritueel werd afgeschaft bij Vaticanum II.

## Andere betekenissen
- Ook de eerste keer dat men naar de kerk gaat na een ziekte heet kerkgang.
- De kerkgang is verder ook de plechtige gang van verloofden naar de kerk om er het huwelijkssacrament te voltrekken.

## Wetenswaardigheid
Er bestaat een ironische zegswijze: een gelegen kerkgang!: dat is me nogal een eindje, dat is niet naast de deur.